# 维多利亚时代
维多利亚时代（英語：Victorian era）是指1830年代—1900年代的英国历史时期，即维多利亚女王统治时期。其前接乔治时期，后启爱德华时期。维多利亚时代后期和欧洲大陆的美好时代相重叠，代表着英国第一次工业革命和大英帝国的极盛时期，更是與愛德華時代一同被認為是大英帝國的黃金時代。一般认为维多利亚时代从1837年6月20日维多利亚女王登基开始，至1901年1月22日女王去世结束。而部分学者認為，1832年的改革法案才是該時期理性與政治發展的真正開端。
在维多利亚时代，英国凭借自身强大的海军实力和领先世界的工业水平主导了同时期的国际贸易。除大博弈期间爆发的克里米亚战争外，从未有其它欧洲列强和大英帝国发生过冲突。随之而来的长时间和平与繁荣发展更让英国成为了列强，英国国民的国家自信心也到达新高度。英国借此机会扩大自己的版图，不仅在亚洲和非洲建立殖民地，更在澳洲和北美洲建立了现代化的自治领。该时期的大英帝国成为了历史上面积最大的帝国。
許多社會歷史學或文學將此時期的風格標定為維多利亞時期或維多利亞風格，尤其是在討論十九世紀中後期當時文化風俗與人民普遍態度時。針對維多利亞時代的研究很多著重於所謂“維多利亞時代道德觀念”，包含了高度的道德操守，與細緻的語言和行為規範。
这个时代的两个主要政党仍然是自由党和保守党；后期时，工党已经形成了一个独立的政党。

## 政治和外交
英国当时政治制度是君主立宪制。当时的英国宪法是不成文宪法，由成文法和不成文公约组成。在国家层面，政府由君主和议会两院（即上议院和下议院）组成。这一时期的君主有维多利亚女王。在维多利亚时期，下议院成为政府的中心，上议院失去了应有的权力（尽管在1911 年的议会法案之前它仍然具有影响力），君主制转变为英国国家的一种象征。下议院由大约 600 名议员组成，他们从英格兰、苏格兰、威尔士和爱尔兰的各个郡和市选出。英格兰比其他三个国家拥有更多的代表，这得益于它在这四个平等国家中的首屈一指的地位、传统的产物以及更大的政治权力和经济实力。此时的上议院，主要由数百名拥有终身任期的贵族组成，且两院的成员都是有钱人。正式的国家政治由两个主要政党主导，即自由党和保守党。
维多利亚时代前期，国会议员从拥有投票权的 50 万有产者选举产生。1829 年，天主教徒获得了选举权，1832 年，大多数中产阶级男性获得了选举权；1867 年和 1884 年，选举权扩展至整个工薪阶层。在 1918年 ，大多数 30 岁以上的妇女获得了投票权。《第二版人民代表法》实现了成人选举权（没有财产要求的）。
这一时期的重要政治事件包括大英帝国废除奴隶制；特许经营权的扩大；工人阶级的政治运动（最著名的是宪章运动）；自由主义作为主导政治意识形态的兴起，尤其在中产阶级中盛行；以及保守党和自由党成为两个主要党派和1906 年英国工党的出现。国家和国家干预的增长体现在限制工厂工人和矿工工作时间的重大法案、为改善环境而施行的公共卫生法案以及由国家提供基础教育。爱尔兰和英国之间的政治冲突后爱尔兰民族主义的兴起；女权运动的进行导致了《已婚妇女财产法》、 《传染病法》的废除以及增设对女性的教育和就业选择权上地位的提高。

## 经济
经过第一次工业革命后的英国，经济迅速增长，因而成为列强之一。经济在 1820 - 1873 年期间持续增长。约半个世纪的增长之后迎来了经济萧条，但从 1896 - 1914 年略有复苏。大约在 1840 年，随着第一次工业革命的结束，英国也成为世界上最富有的国家，获得“世界工厂”之称。
但许多工人在恶劣的条件下长时间工作，进而引发许多社会运动。然而，总体而言，生活水平正在提高。虽然 19世纪40 年代对无产阶级来说是一个糟糕的时期——这被他们称为“饥饿的四十年代”——但总体而言，大多数家庭不仅有家有饭吃，还有有酒喝、有烟抽，甚至能去到乡下或海边度假。当然，也有几十年是富裕的时候。经济的增加，意味着即使是工人阶级也可以购买一定的商品。流水线式生产让几乎每个人都买得起衣服、纪念品、报纸等商品。

## 社會
維多利亞時代的粗工大多都過著貧苦的生活，幾乎整天都在工作。工人深受疾病的折磨，平均壽命非常低。但工人人數激增，勞動問題也浮上檯面，提倡勞工运动的資本論對此影響深遠。
隨著犯罪率的提升，對警察的需求也隨之增加，19世紀初期倫敦首次安排了警察站崗。但是大眾認為警察缺乏效率，同時也侵犯了人民的自由。由於統一定制的警察法和1869年採用的國家犯罪登場標準，警察的數量增加，犯罪調查與秩序維持變得更加容易。

### 大众文化
激增的中产阶级人口是维多利亚时代的一大特点。

### 兩面性
兩面性可以是維多利亞時代最大的特徵。比如:因為工業發展，富裕和貧窮同時發生。在宗教方面，發生了對信仰的反駁與攻擊，同時也出現了宗教復興運動。在政治方面，個人自由受到討論的同時，政府的權力逐漸擴大。

##### 社会风气
维多利亚时代人们喜欢道德修养和谦虚礼貌。这些因素进一步的形成男女平等和种族平等这些观念，而且还形成许多进餐观念。

## 人口
維多利亞時代時期，大英帝國版圖持續擴張，覆蓋了整個印度和澳大利亞，還有非洲大部分地區，成為了世界上從古至今最大的帝國，人口約達4億。
當時的國家也鼓勵人民離開英國去海外定居。所以在1853年到1913年之間，一共有多達1,300萬英國公民離開了本土定居海外。
相反的，也一直不斷有人口從世界各地湧入英國。
1870年到1914年間，共有約12萬來自俄羅斯和波蘭的猶太人逃難到英國，許多人選擇定居倫敦東區、曼彻斯特和利茲。此外，也有許多大英帝國殖民地的人口，包括印度和非洲人等，也移民到英國來生活、工作和學習。

### 高生育率
維多利亞時期的生育率年年持續飈高直至1901年才減緩．有許多原因導致了該時期的高生育率．首先生物學上，因該時期的生活水準提高，可生育之女性的比例因而提高．另外社會學上亦提出觀點，在19世纪，結婚率上昇，並且人們傾向於早婚．該社會傾向直至19世紀末期才減緩．19世紀末期後人們結婚的年齡又開始緩緩上昇．該時期人們早婚並頻繁結婚的原因尚未能確定．在結婚率提高的情況下，生育率隨同結婚率一同上昇．20世紀初期生育率的下降主要來自兩個變革：避孕方式的多元化，與人們對性行為態度的改變．

### 高存活率
英國在19世紀沒有任何重大疫情在英格蘭或蘇格蘭發生，這是長久以來唯一沒有瘟疫流行的一百年，人口死亡率從1858-1854的千分之21.9降至1901年的千分之17（相較於1971年的千分之5.4仍然很高），社會階層也是影響存活率的重大因素，高階層家庭的小孩早夭率比低階層的相對低很多。
環境與健康標準在這個時期也有長足改善，營養攝取的改善也是可能影響的原因，飲用水品質因為下水道工程進行而大幅度改善，在良好的衛生條件環境下，疾病不易發生並且也不易傳播，生活的穩定使人們有額外資金投入醫學研究（例如改善難產狀況提高母嬰存活率），更多疾病可以被療癒。儘管如此，在此時期仍然經歷了兩次霍亂大爆發，分別于1848-49和1853年導致14,137和10,138人死亡，此反常現象被歸因于由傳統糞池轉換至倫敦下水道系統的過渡狀態。

## 娛樂
流行的娱乐形式因社会阶层而异。 与之前的时期一样，维多利亚时代的英国对戏剧和艺术也很感兴趣。 音乐表演， 悲剧和歌剧非常受欢迎。 但是，还存在其他形式的娱乐活动。 在此期间，在众所周知的赌场设施中进行的纸牌赌博非常普遍：以至于福音派和改良派运动专门针对这些组织，以努力阻止赌博，使用酒精饮料和卖淫 。
乐队和乐队 凉亭在维多利亚时代流行。 乐队的凉亭是一个简单的结构，不仅创造了装饰性的焦点，而且保证了声学需求，同时又面对英国气候的变化提供了庇护所。 在公园散步时听到乐队的音乐是很普遍的。 在此期间，唱片仍然是新颖的。

娱乐的另一种形式包括“表演”，在此期间进行超自然事件，例如催眠 ，与死者交流（通过媒介或“ 引导 ”），唤起精神等。人群和参与者都很有趣。 在此期间，这些活动比西方最近的任何其他历史时期都更受欢迎。

## 年表
- 1837年：维多利亚登基，成为英国君主

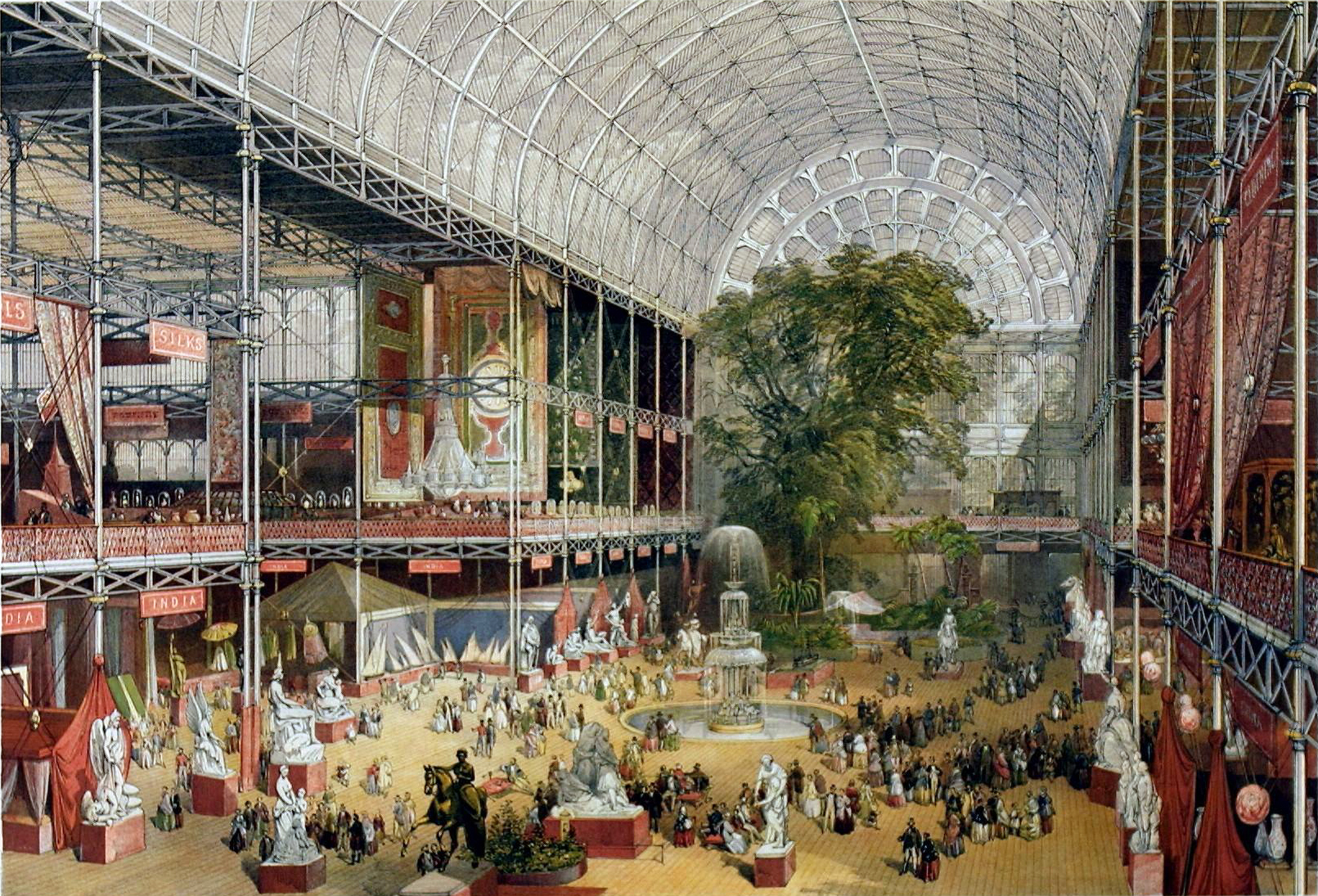
1851年萬國工業博覽會

- 1840年：紐西蘭成為英國殖民地、懷唐伊條約簽定
- 1842年：1842年礦場法案通過、倫敦新聞畫報開始出版、香港成為英國殖民地、南京條約簽定
- 1845年：爱尔兰大饥荒開始
- 1846年：穀物法廢除
- 1848年：霍亂大流行
- 1850年：羅馬天主教等級制度在英國重建
- 1851年：萬國工業博覽會舉行
- 1854年：克里米亞戰爭
- 1857年：印軍嘩變
- 1858年：英國東印度公司廢除、印度成為英國直轄殖民地
- 1867年：1867年英屬北美法案通過，英屬北美成為加拿大自治領
- 1870年：1870年初等教育法通過
- 1878年：1878年柏林條約、塞浦路斯成為英國直轄殖民地
- 1882年：英軍佔領蘇伊士運河、埃及成為英國保護國
- 1884年：費邊社成立
- 1888年：開膛手傑克在倫敦謀殺多名妓女
- 1901年：維多利亞女皇駕崩，愛德華七世即位，维多利亚时代宣告结束

## 科技與工程
维多利亚时代的一项伟大的工程壮举是由约瑟夫·巴泽尔杰特在1858年设计的伦敦下水道系统 。他建议建造一个132公里的下水道系统，其中有1600公里的排水沟。 必须面对许多问题，但下水道已经完成。 此后，Bazalgette设计了Lungotamigi （ 泰晤士河堤防 ），预定用于安置下水道，水管和伦敦地铁 。 在同一时期，伦敦渡槽得到了扩大和改善，并在1880年代建立了用于街道照明的天然气网络和用于取暖的天然气网络。
在维多利亚时代， 科学已成为当今的学科。 除了提高大学科学的专业素养外，许多维多利亚时代的先生们还致力于研究自然历史 。 查尔斯·达尔文及其进化论在1859年首次发表在他的论文《物种起源》中，极大地加强了这一学科。

## 音樂
此時期的音樂文化多為當時業餘研究生推動，並被視為一種收藏品收藏。
(待擴充歌劇)

## 文化
維多利亞時代被認為是英國工業革命的鼎盛時期，也是英國經濟文化的全盛時期，當時英國的經濟占比到了全球的70%。
在維多利亞時代的中期，英國的科學與工業稱產能力到達了強盛的頂峰時期，當時的工業生產能力比全世界除英国外的所有国家之總和還要强大。
維多利亞人信仰科學進步，對於工業革命充滿了樂觀和信心。汽船的出現使得運輸和貿易達到了前所未有的繁榮興旺，四通八達的鐵路交通貫穿東西南北。
維多利亞時代的文藝運動流派包括古典主義，新古典主義，浪漫主義，印象派藝術，以及後印象派等。藝術界呈現出群星奪目的盛景。

### 文学
小说家有乔治·艾略特、托馬斯·拉夫·皮科克、狄更斯、柯南·道尔、勃朗特三姐妹、司各特、威廉·萨克雷、刘易斯·卡洛尔、罗伯特·史蒂文森和托马斯·哈代。
诗人则有丁尼生、威廉·莫里斯、但丁·加百列·羅塞蒂、Algernon Charles Swinburne，马修·阿诺德，克里斯蒂娜·罗塞蒂，艾米莉·勃朗特, 莱昂内尔·约翰逊，Ernest Dowson，叶慈，托马斯·哈代，杰拉德·霍普金斯,A.E. Housman和罗伯特·勃郎宁。
散文作家有托马斯·卡莱尔、約翰·紐曼、约翰·斯图尔特·密尔和 Walter Pater.
劇作家有奧斯卡·王爾德。
1890年代，英国作家开始采纳法国象征主义的方法和观念。

### 视觉艺术
- 维多利亚时代绘画
- 建筑上的哥特复兴运动
- 约翰·拉斯金，第一位重要的英国艺术评论家
- 受约翰·拉斯金启发，艺术上的前拉斐尔派
- The Clique
- 威廉·莫里斯和工艺美术运动
- 美国画家James McNeill Whistler的美学理想影响

## 以維多利亞時代為背景的作品
《童話小鎮－愛麗絲重遊仙境》故事發生在維多利亞時代的英格蘭，愛麗絲聲稱能通過一個兔子洞到達另一個世界。
《英國恐怖故事》故事發生在維多利亞時代的倫敦市，結合眾多怪物、恐怖、靈異故事的人物，交織揉合在一起形成新的恐怖故事。
《嘉年華大街》在一個具有維多利亞風格的新興城市，各色神秘生物因逃難而齊聚在此。故事圍繞一宗狂歡之夜發生的命案展開。
《聖誕頌歌》維多利亞時代的道德劇，描寫一個吝嗇刻薄的小氣財神史古基，如何在一夜間被源源不絕的聖誕精靈所救贖的過程。
《德古拉》1897年的維多利亞時代，在外西凡尼亞的德古拉伯爵渴望著鮮血並制定了一個襲擊倫敦的計劃。
《貝克街游擊隊》本剧背景为维多利亚时代的伦敦，讲述了一群问题少年協助华生医生和他的拍档福尔摩斯来破案。
《不朽者》時間背景設定於維多利亞時代，面對頑固的敵人，一群擁有超能力的女性執行可能會改變世界的任務。